# Ethel Muckelt
Ethel Muckelt (* 30. Mai 1885 in Moss Side, Manchester; † 13. Dezember 1953 in Altrincham, Greater Manchester) war eine britische Eiskunstläuferin, die im Einzellauf und im Paarlauf startete.
Muckelt stammte aus einer Familie, die in Manchester Farbstoffe für die Textilindustrie herstellte. Sie trainierte auf dem Eislaufplatz von Manchester, damals dem einzigen in Großbritannien außerhalb Londons.
Im Einzellauf nahm Muckelt an zwei Weltmeisterschaften teil. 1923 wurde sie Vierte und 1925 Fünfte. Bei ihren einzigen Olympischen Spielen im Einzellauf gewann sie 1924 in Chamonix die Bronzemedaille hinter Herma Szabó und Beatrix Loughran und äußerst knapp vor Theresa Weld. Dabei half ihr vor allem ihre Leistung in der Pflicht. Mit 38 Jahren war Muckelt eine der ältesten olympischen Medaillengewinnerinnen.
Im Paarlauf nahm Muckelt zusammen mit Sydney Wallwork an den Olympischen Spielen 1920 in Antwerpen teil, sie wurden Fünfte. Ab 1924 trat sie mit dem britischen Rekordmeister im Einzellauf, John Page an. Sie wurden 1924 im heimischen Manchester Vize-Weltmeister hinter Helene Engelmann und Alfred Berger. Es blieb ihre einzige Weltmeisterschaftsmedaille. 1926 wurden sie Sechste und 1928 Vierte. Sie nahmen an zwei Olympischen Spielen teil. 1924 in Chamonix belegten sie den vierten Platz und 1928 in St. Moritz den siebten Platz.

## Ergebnisse

### Einzellauf
| Wettbewerb / Jahr       | 1923 | 1924 | 1925 |
| ----------------------- | ---- | ---- | ---- |
| Olympische Winterspiele |      | 3.   |      |
| Weltmeisterschaften     | 4.   |      | 5.   |

### Paarlauf
(mit Sidney Wallwork)
| Wettbewerb / Jahr | 1920 |
| ----------------- | ---- |
| Olympische Spiele | 5.   |

(mit John Page)
| Wettbewerb / Jahr       | 1924 | 1926 | 1928 |
| ----------------------- | ---- | ---- | ---- |
| Olympische Winterspiele | 4.   |      | 7.   |
| Weltmeisterschaften     | 2.   | 6.   | 4.   |